# Teles (Familienname)
Teles ist ein portugiesischer Familienname.

## Herkunft und Bedeutung
Der Name Teles ist die Nachnamensform des portugiesischen männlichen Vornamens Telo. Er wird zurückgeführt auf zwei mittelalterliche Familien: Meneses und Silva, die von einem Don Telo abstammen, möglicherweise Telo Perez, 1. señor de Menezes (1150–1230) und seitdem die Namen Teles de Meneses (auch in der Variation Telo de Menezes) und Teles da Silva führen. Die Wappen dieser beiden Familien sind identisch: Es sind ein Helmkleinod und ein Löwe zu sehen.

## Varianten
- Telles (aus einer Zeit, als die portugiesische Rechtschreibung noch nicht normiert war)
- Telo (Vornamensform, auch als Familienname genutzt)

## Namensträger
- António José Teles de Meneses, portugiesischer Kolonialverwalter im 18. Jahrhundert
- Basílio Teles (1866–1923), portugiesischer Schriftsteller und Politiker der Partido Republicano
- David Carlos Teles Veloso (* 1988), brasilianischer Fußballspieler
- Emanuel Teles da Silva (1691–1771), österreichischer Politiker und Architekt, Graf von Silva-Tarouca, siehe Emanuel Silva-Tarouca
- Gonçalo Galvão Teles (* 1973), portugiesischer Regisseur und Drehbuchautor
- Leonore Teles de Menezes (≈1350–1386), portugiesische Königin
- Luís Galvão Teles (* 1945), portugiesischer Filmregisseur und Jurist
- Ralf de Souza Teles (* 1984), brasilianischer Fußballspieler
- Sebastião Cústodio de Sousa Teles (1847–1921), portugiesischer Politiker, Regierungschef